# Mastodonsaurus
 Mastodonsaurus  ist eine Gattung temnospondyler Amphibien aus der Mittel- bis Obertrias (247,2 bis 201,3 mya) von Europa. Diese Gattung gehörte zu den größten Amphibien der Erdgeschichte, wurde aber von Prionosuchus übertroffen.

## Beschreibung

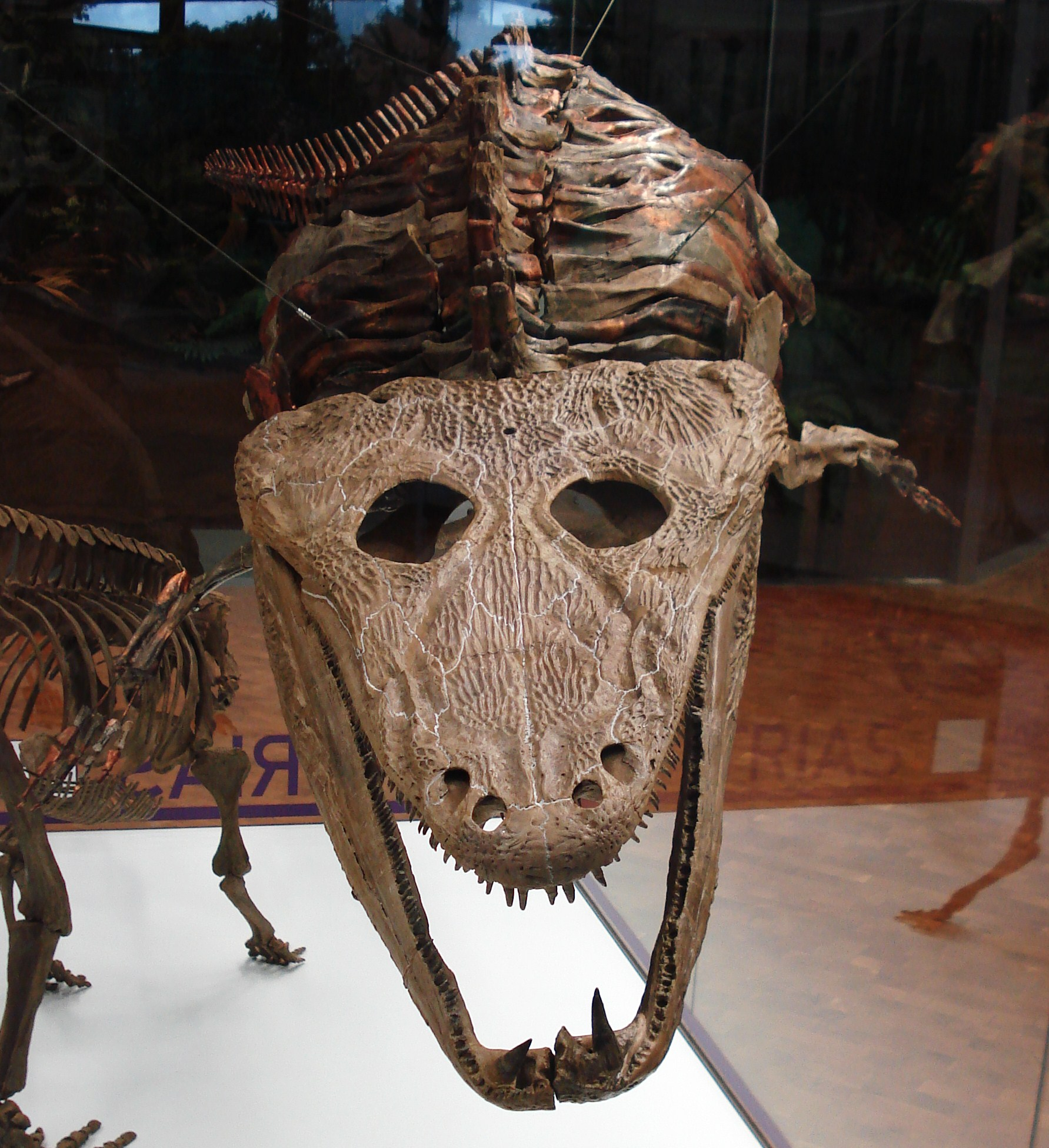
Skelettrekonstruktion von Mastodonsaurus giganteus im Staatlichen Museum für Naturkunde Stuttgart

Mastodonsaurus erreichte eine Länge von mehr als fünf Metern. Der Schädel war von oben (dorsal) betrachtet dreieckig und mit 1,40 Metern Länge verhältnismäßig groß. Der Schwanz war dagegen sehr kurz. Mastodonsaurus war extrem massig gebaut, unter seiner Haut lagen viele kleine Knochenplatten, und er könnte daher knapp eineinhalb Tonnen gewogen haben. Er besaß fünf Zehen an jedem Fuß, die vielleicht mit Schwimmhäuten verbunden waren, und recht kurze und stämmige Beine, die nicht für einen längeren Aufenthalt am Land geeignet waren. An der Maulspitze besaß er zwei Zähne, die durch den Oberkiefer ragten.

## Lebensweise
Das Biotop von Mastodonsaurus waren wahrscheinlich die Stillgewässer seiner Zeit. Vermutlich konnte er die Distanz zwischen verschiedenen Gewässern kriechend überwinden. Mastodonsaurus jagte andere Temnospondylen, Fische sowie Archosaurier. Aufgrund seiner Größe hatte ein ausgewachsenes Individuum wohl keine Fressfeinde. Bissspuren von Batrachotomus konnten jedoch festgestellt werden.

## Namensgebung
Oftmals wird in populärwissenschaftlicher Literatur der Name Mastodonsaurus fälschlicherweise mit „Mastodon-Echse“ übersetzt, wobei davon ausgegangen wird, dass der Bezug auf das Mastodon die enorme Größe dieses Tieres hervorheben soll. Mastodonsaurus bedeutet jedoch „Zitzen-Zahn-Echse“ (gr. mastos – „Brust, Zitze“, odon – „Zahn“, saura – „Echse“). Der Name wurde von Georg Friedrich von Jäger im Jahr 1828 vergeben – für einen einzigen Zahn (Holotypus), der in Baden-Württemberg gefunden wurde und nach Jägers Empfinden eine zitzenartige Form zeigte: „Dieser Zahn ist nämlich besonders ausgezeichnet durch seine zitzenartige Spitze (…) der Zahn endigt sich in eine gewölbte Spitze, die aber in ihrer Mitte eine nabelförmige Vertiefung, und in der Mitte derselben wieder eine kleine Erhöhung hat.“ Jäger erkannte dabei nicht, dass der Zahn in Wirklichkeit beschädigt war – tatsächlich waren die Zähne von Mastodonsaurus konisch geformt. Später brachte Jäger den Zahn korrekterweise mit weiteren, größeren Knochen von der Hinterseite eines Schädels in Verbindung. Jetzt erkannte er Ähnlichkeiten zu heutigen Salamandern und beschrieb auf Basis dieser Funde ein neues Tier, das er Salamandroides giganteus („gigantisches Salamanderartiges“) nannte. Da der Name Mastodonsaurus jedoch zuerst vergeben wurde, hat er gemäß den Internationalen Regeln für die Zoologische Nomenklatur Priorität (Prioritätsregel), weshalb der Name Salamandroides heute ungültig ist.